# Andrea Zordan
Andrea Zordan (Vicenza, 11 juli 1992) is een Italiaans voormalig wielrenner die in 2016 zijn carrière beëindigde bij Team Roth. Voorheen reed hij twee seizoenen en een stageperiode voor Androni Giocattoli.

## Overwinningen
2009
 Italiaans kampioen op de weg, Junioren
Trofeo Buffoni
6e etappe Tre Ciclistica Bresciana
2010
Trofeo Guido Dorigo
1e etappe Trofeo Karlsberg
Trofeo Buffoni
2013
Trofeo Edil C
 Italiaans kampioen op de weg, Beloften
GP di Poggiana

## Resultaten in voornaamste wedstrijden
| Jaar | Gent-Wevelgem | Ronde van Vlaanderen | Amstel Gold Race |
| ---- | ------------- | -------------------- | ---------------- |
| 2014 | 125e          | opgave               | opgave           |

## Ploegen
- 2013 –  Androni Giocattoli-Venezuela (stagiair vanaf 1-8)
- 2014 –  Androni Giocattoli-Venezuela
- 2015 –  Androni Giocattoli-Sidermec
- 2016 –  Team Roth

Appollonio · Bandiera · Benfatto · Chicchi · Dall'Antonia · Ebsen · Frapporti · Gálviz · Gatto · Giménez · Godoy · Nardin · Padour · Pellizotti · Rodríguez · Sella · Stortoni · Taborre · Taliani · Tvetcov · Zilioli · Zordan · Barbero (stagiair) · Viel (stagiair) · Viola (stagiair)
Baillifard · Baldo · Belda · Brüngger · Bussard · Cecchin · D'Urbano · Gaday · Janorschke · Jaun · Kohler · Krizek · Marguet · Page · Pasche · Pasqualon · Pires · Stüssi · Thalmann · Toffali · Tomio · Vaccher · Zampilli · Zordan